# Moroagrion danielli
Moroagrion danielli är en trollsländeart som beskrevs av James George Needham och Gyger 1939. Moroagrion danielli ingår i släktet Moroagrion och familjen dammflicksländor. Inga underarter finns listade i Catalogue of Life.